# RCA Milano
La RCA Milano è stata una etichetta discografica appartenente alla RCA Italiana, attiva dal 1969 al 1970.

## Storia

L'etichetta della RCA Milano

Per due anni (dal 1969 al 1970) alcuni 45 giri di artisti afferenti all'area milanese, come Ugolino, furono pubblicati sotto l'etichetta RCA Milano; il numero di catalogo era preceduto dalla lettera M.
Il responsabile dell'etichetta era Cesare La Loggia, che gestiva anche un negozio di dischi a Milano in Galleria Unione (via Torino), e che, in contemporanea con il lavoro alla RCA, aveva fondato l'etichetta Novelty nel 1965 e successivamente nel 1967 la West Side, casa discografica che tra gli altri lanciò gli Alusa Fallax e produsse un 45 giri de "I Trolls"  (A che vale vivere/Oggi come oggi).

## Dischi
La datazione qui riportata si basa sull'etichetta del disco o sulla copertina; qualora nessuno di questi elementi abbia una datazione, è basata sulla numerazione del catalogo; talora è, infine, basata sul codice della matrice di stampa. Se esistenti, sono riportati, oltre all'anno, il mese e il giorno (quest'ultimo dato si trova, a volte, stampato sul vinile).
La quasi totalità dei dischi pubblicati dalla RCA Italiana sino alla fine degli anni sessanta non ha riferimenti sulla data di pubblicazione. È possibile risalire all'anno di emissione in base al codice della matrice stampato sull'etichetta. Di seguito, la tabella di conversione codice matrice per i 45 giri relativi alla RCA Milano:
| Numero di matrice | Anno di prima stampa |
| ----------------- | -------------------- |
| TKAW              | 1968                 |
| UKAW              | 1969                 |
| ZKAW              | 1970                 |

### Discografia 33 giri
| Numero di catalogo | Anno | Interprete     | Titolo                        |
| ------------------ | ---- | -------------- | ----------------------------- |
| MML 10446          | 1969 | Cochi e Renato | Una serata con Cochi & Renato |
| MSL 10447          | 1969 | Ugolino        | Ugolino                       |

### Discografia 45 giri
| Numero di catalogo | Anno | Interprete     | Titoli                                    |
| ------------------ | ---- | -------------- | ----------------------------------------- |
| M1                 | 1969 | Claudio Lippi  | Supersabato/Scusa                         |
| M2                 | 1969 | Raul De Luca   | Stelutis alpinis/Lungo la Senna           |
| M3                 | 1969 | Cochi e Renato | È l'amore/È capitato anche a me           |
| M4                 | 1969 | I Protagonisti | Noi ci amiamo/Una bambina                 |
| M5                 | 1969 | Umberto        | Occhi caldi/Tante porte, tante finestre   |
| M6                 | 1969 | I Gatti Rossi  | La pioggia amavi tu/Torno a casa di corsa |
| M7                 | 1969 | Cochi e Renato | Un pezzo di pane/La domenica              |
| M8                 | 1969 | Ugolino        | Meno male/La domenica                     |
| M9                 | 1969 | I Morlok       | Sei bagnata/E' qui                        |